# Circunscripción electoral de Camp

Camp es una circunscripción electoral de la Asamblea Legislativa de las Islas Malvinas, que ha estado en existencia desde 1977. Abarca la zona del mismo nombre, que es todo el territorio fuera de Puerto Argentino/Stanley y la Base Aérea de Monte Agradable. Camp es una de las dos circunscripciones en las Malvinas, la otra es Stanley.
Hacia 2012, la población de la circunscripción era de 351 habitantes. Las localidades más importantes son Pradera del Ganso, Puerto Darwin, Bahía Fox, Puerto Mitre y Brazo Norte.
El distrito de Camp fue creado en las elecciones de 1977 con la puesta en práctica de la modificación del Consejo Legislativo de las islas de ese año, eligiéndose en un principio solo un legislador. En 1985, la Constitución de las Islas Malvinas entró en vigor, que aumentando el número de miembros del Camp a cuatro, elegidos a través del voto. Esto se redujo a tres en 1997 a raíz de una enmienda constitucional. En 2009 una nueva Constitución entró en vigencia, que sustituyó al Consejo Legislativo con la Asamblea Legislativa.
En los referendos de 2001 y 2011, una propuesta fue consultada a la población de las Malvinas para que las circunscripciones de Stanley y Camp sean abolidas y reemplazadas con una circunscripción única para todo el territorio. La propuesta fue rechazada en ambas ocasiones.
Los representantes actuales son John Birmingham, Jack Ford y Teslyn Barkman.

## Miembros
| Elección                | 1° miembro                 | 2° miembro      | 3° miembro            | 4° miembro                 |
| ----------------------- | -------------------------- | --------------- | --------------------- | -------------------------- |
| 1977                    | Timothy John Durose Miller |                 |                       |                            |
| 1981                    | Anthony Thomas Blake       |                 |                       |                            |
| 1985                    | Anthony Thomas Blake       | Robin Myles Lee | Lionel Geoffrey Blake | Timothy John Durose Miller |
| 1986 (elección parcial) | Anthony Thomas Blake       | Robin Myles Lee | Lionel Geoffrey Blake | Eric Miller Goss           |
| 1989                    | Ron Binnie                 | Norma Edwards   | Bill Luxton           | Kevin Kilmartin            |
| 1993                    | Eric Goss                  | Norma Edwards   | Bill Luxton           | Richard Stevens            |
| 1997                    | Richard Cockwell           | Norma Edwards   | Bill Luxton           |                            |
| 2001                    | Roger Edwards              | Norma Edwards   | Philip Miller         |                            |
| 2003 (elección parcial) | Roger Edwards              | Norma Edwards   | Ian Hansen            |                            |
| 2005                    | Mike Rendell               | Richard Stevens | Ian Hansen            |                            |
| 2009                    | Roger Edwards              | Bill Luxton     | Sharon Halford        |                            |
| 2011 (elección parcial) | Roger Edwards              | Ian Hansen      | Sharon Halford        |                            |
| 2013                    | Roger Edwards              | Ian Hansen      | Phyl Rendell          |                            |
| 2017                    | Roger Edwards              | Ian Hansen      | Teslyn Barkman        |                            |
| 2021                    | John Birmingham            |                 | Teslyn Barkman        |                            |
| 2023 (elección parcial) | John Birmingham            | Jack Ford       | Teslyn Barkman        |                            |